# Базедова болест
Базедовата болест е автоимунно заболяване на щитовидната жлеза, което възниква вследствие на ненормално усилената ѝ дейност. Характеризира се с усилено сърцебиене, уголемяване на жлезата, изпъкналост на очите и други симптоми. Съществува фамилно предразположение към появата на болестта. Психотравмите и нервното напрежение биха могли да играят отключваща роля, ако е налице съответното предразположение към заболяването.

## Наименование
Болестта носи името на Карл Адолф фон Базедов, немски лекар, който я описва за първи път в немскоговорещите страни (1840 г.). Болестта е известна още и с имена като болест на Грейвс (1835 г.), автоимунна тиреопатия тип 3, имунна тиреопатия или имунна хипертиреоза.

## Симптоми
Клинично може да се изяви с няколко или повечето от следните симптоми:
- Екзофталм (изпъкване на едното или и на двете очи).
- Често изпотяване (особено характерно е изпотяването на ръцете).
- Значителна загуба на тегло.
- Учестен пулс, сърцебиене.
- Мускулна слабост, отпадналост.
- Повишено кръвно налягане.
- Емоционална нестабилност, лесна раздразнителност.
- Проблеми със съня.
- Проблеми с паметта.

Болестта засяга много по-често жени (7:1 в сравнение с мъжете). По-често се проявява в средната възраст (30 – 50 години), но се среща и при хора над 50-те, в менопаузата, при бременност. Твърдяло се е, че базедовата болест е противопоказна при бременност. Последните изследвания показват, че няма причини за подобно безпокойство. Болестта има фамилна предразположеност и може да се „отключи“ от преживяването на силен стрес, инфекциозно заболяване и т.н.
Налице е увеличена гуша при 70 – 90% от пациентите. Обикновено жлезата е мека, неболезнена, с гладка повърхност. При преслушване на щитовидната жлеза се установява систоличен шум.
Появяват се ендокринни очни симптоми като изпъкване на очните ябълки /екзофталм/. Той е симетричен и умерено изразен. Други характерни очни симптоми са рядкото мигане (симптом на Stellwag), изоставане на горния клепач при поглед надолу (симптом на Graefe), недостатъчност на конвергенцията (симптом на Mobius), хиперпигментация на клепачите (симптом на Елинек).
Болните обикновено са напрегнати, неспокойни, имат ускорена мисловна дейност и говор. Те се оплакват от безсъние, емоционална лабилност и плачливост. През студените месеци усещат топлина, потят се обилно, могат да имат леко повишена температура. Съобщават за отслабване и загуба на тегло при запазен апетит. Чувстват се отпаднали, имат слабост в мускулите. Налице е треперене на ръцете, учестена дефекация с кашави изпражнения. Кожата е мека, нежна, топла и влажна.
От страна на сърдечно-съдовата система се наблюдава тахикардия и екстрасистоли. Тахикардията е пропорционална на хипертиреоидизма. При средно-тежките форми на болестта тахикардията е между 90 – 120 удара в минута, а при тежките – над 120 удара в минута. Пулсът е ускорен.
При жените се наблюдават олиго- или аменорея, ановулаторни цикли, снижен фертилитет, но бременност е възможна и обикновено протича нормално. Съществуват два основни начина на лечение на тиреотоксикозата – медикаментозно и оперативно.

## Диагностика
Лабораторните изследвания показват:
- ниска холестеролемия;
- левкопения с лимфоцитоза;
- хиперкалциемия;
- хипокалиемия
- понижен глюкозен толеранс.

Тези резултати не са решаващи за поставяне на диагнозата. Определящи са хормоналните изследвания. Установяват се:
- високи стойности Т3 и Т4 (респ. FT3 и FT4);
- нисък TSH.

При 6 – 8% е повишен само Т3 (Т3-токсикоза), а в 1 – 2% от болните е повишен само Т4 (Т4-токсикоза).
Поставянето на диагнозата е по-трудно в началото на заболяването и при леките форми на базедова болест. При разгърната клинична картина диагностицирането е лесно. При начални прояви и съмнителни случаи решаващо значение имат хормоналните изследвания.

## Развитие на болестта
Базедовата болест е автоимунно заболяване, при което собственото ни тяло произвежда антитела на рецептора за стимулиране на тироидния хормон (TSH). Понякога се произвеждат и антитела на тироидните хормони fT3 и fT4, както и на тироглобулина. Тези антитела се свързват с TSH рецептора и го стимулират, което довежда до необичайно усилено производство на T3 и T4. Това от своя страна е причината за клиничните симптоми на хипертироидизъм и увеличение на щитовидната жлеза (гуша).
Повишеното производство на щитовидни хормони усилва тъканния метаболизъм и кислородната консумация. Повишеното количество тиреоидни хормони увеличава интензивността на метаболитните процеси в организма и довежда до състояние на хиперметаболизъм. Голяма част от енергията се трансформира в топлинна – усилена термогенеза. Повишена е възбудимостта на централната и вегетативната нервна система. Това обяснява хиперкинетичната сърдечна дейност, ускорената дейност на червата, нервно-вегатативните прояви и нервнопсихичните симптоми.

## Лечение
По време на лечението редовно се проследяват стойностите на хормоните TSH, T3 и T4, както и на левкоцитите. Прилагат се антитироидни лекарства, които намаляват производството на хормона тироид. Ако подобно лечение не даде задоволителни резултати и се стигне до т.нар тироидна криза, се прибягва до оперативна намеса, т.нар. „тироидектомия“. Обикновено болестта започва постепенно. По-рядко се наблюдава остро начало.
Медикаментозното лечение използва като основни средства тиреостатиците. Лекарствени средства, които често се използват са тимидазол (метизол) и пропицил. Те блокират синтезата на тиреоидни хормони. Всеки хипертиреоидизъм се лекува с тиреостатици до постигане на еутиреоидно състояние. Лечението продължава около 1 – 2 години.
Прилагат се още бета-блокери, витамини, седативни средства.
Хирургично лечение се прилага при високостепенни хиперплазии на щитовидната жлеза, при непоносимост към тиреостатици или противопоказания за прилагането им. Извършва се субтотална тиреоидектомия. Предоперативно се извършва подготовка с тиреостатици, целяща да доведе болния до състояние на еутиреоидизъм.
Лечението на териотоксична криза се провежда винаги в интензивно отделение. На болните се преопръчва да избягват психичното напрежение и стрес, да не вдигат тежко. Според българските закони всеки, страдащ от подобно заболяване има право на 3 месеца болнични. Трябва да се следят редовно левкоцитите, тъй като един от най-изявените странични ефекти на антитироидните медикаменти е значителното намаляване на броя на белите кръвни телца (левкоцити).

## Прогноза
Прогнозата относно живота на болните е благоприятна. Влошава се при настъпване на усложнения от страна на очите, сърцето, черния дроб и други органи.